# Yuri Buenaventura

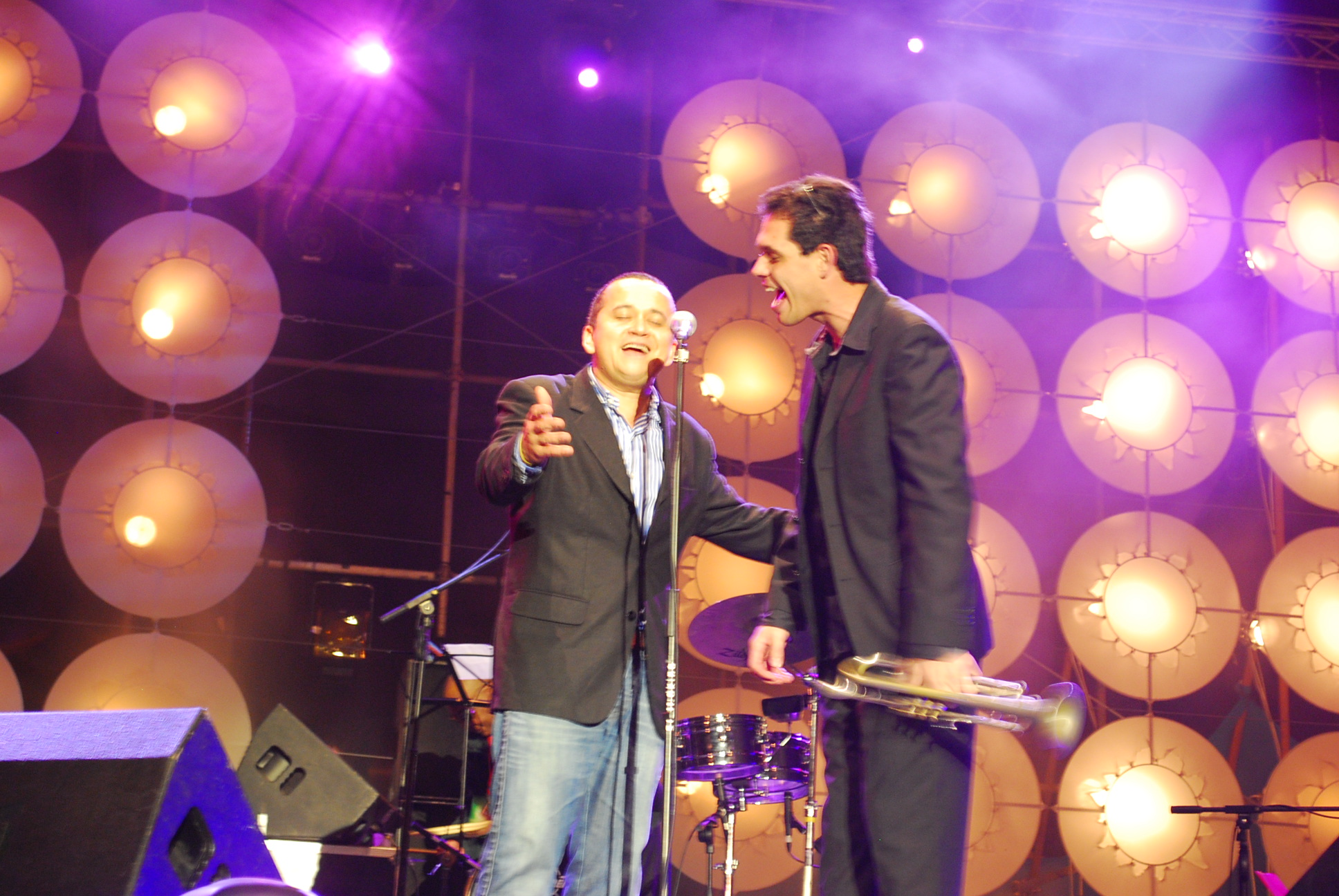
Yuri Buenaventura en el Festival de Villa Cisneros.

Yuri Bedoya (Buenaventura, Valle del Cauca, 19 de mayo de 1967), conocido artísticamente como Yuri Buenaventura, es un cantante colombiano de salsa.

## Biografía
El padre de Yuri, Manuel Bedoya, profesor de música y de teatro, le transmite su pasión por este tipo de expresiones artísticas. Yuri creció escuchando la salsa neoyorquina de la Fania y la canción social de la chilena Violeta Parra.
Luego de prestar su servicio militar, Yuri decide viajar a París, para estudiar en la facultad de ciencias económicas de la Sorbona (Universidad de París). Allí hace amigos franceses y latinoamericanos.
Para ayudarse con los estudios, Yuri toca en el metro de París y participa en la "fiebre latina" que se propagó en París a comienzos de los años 1990, cantando con los grupos Caimán y Mambomania. Al tiempo, abandona sus estudios de economía.
En pocos meses Yuri se convirtió en uno de los cantantes de salsa más conocidos del París latino, conociendo a Camilo Azuquita, Ernesto « Tito » Puente y el venezolano Orlando Poleo.
En el seno de la Orquesta Chaworo, dirigida por Orlando Poleo, Yuri sube un nuevo escalón. En julio de 1996, dio un concierto en el festival Tempo Latino de Vic-Fezensac.
Enseguida, Yuri regresa a Colombia con la idea de grabar su primer álbum "Herencia Africana", proceso que se vio obstruido por las dificultades para reunir el dinero necesario, lo cual le generó muchas deudas. De vuelta en París, encontró al productor Remy Kolpa Kopoul, de Radio Nova, quien se entusiasmó por su versión salsa de "Ne me quitte pas" de Jacques Brel quien se encargó de darle a Yuri el impulso que necesitaba en los medios de comunicación de Francia. Inmediatamente encontró apoyo en el sello Caracol Europa, bajo la dirección del también colombiano, Jairo Pinzón que con su emisora aliada a Caracol, Radio Latina, 99.0 FM, lanzaron el álbum "Herencia Africana" , el cual salió a luz pública en 1996, con gran éxito: Yuri se convierte en primer cantante de salsa en obtener un disco de oro en Francia. Gracias a ese apoyo y a su gran talento como autor y compositor, Buenaventura entra a formar parte del sello PolyGram. A partir de este momento Yuri se pone en manos del público que lo puso en lo más alto y lo convirtió en uno de los artistas latinos más influyentes de ese país.
Su segundo álbum, Yo Soy, fue producido en el segundo trimestre de 1999, en él le acompañan artistas como Faudel, el pianista Papo Lucca, con temas de Elton John, Mano Negra, Michel Legrand.
En 2001, compone la banda sonora de la película "Ma femme... s'appelle Maurice" de Jean-Marie Poiré con Régis Laspalès y Philippe Chevallier.
En 2002, es invitado por el grupo de rap cubano Orishas a participar en su álbum "300 kg de rap". Yuri los invitará a su turno a colaborar en su producción titulada "Dónde estarás"
En 2003 sale su tercer álbum, Vagabundo, grabado en San Juan, en el cual Yuri se rodeó de varios de los mejores músicos de la isla: Roberto Roena, líder de la orquesta Appolo Sound, algunos miembros del Gran Combo de Puerto Rico y Cheo Feliciano, una de las voces de Joe Cuba y de la Fania All Stars.

## Discografía

### Herencia africana (1995)
1. Une belle histoire (versión del clásico de Michel Fugain)
2. El Sol de Buscaja
3. Colombia tierra querida
4. Ne me quitte pas (Versión del clásico de Jacques Brel)
5. Niño africano
6. Romper la cadena
7. Nostalgia africana
8. Negrito
9. Herencia africana
10. Aniversario
11. Mi Tranquilidad
12. Quien (Versión del clásico de Charles Aznavour)
13. Romper La Cadena (Instrumental)

### Yo Soy (2000)
1. Salsa (tema de la película Salsa)
2. Los ojos de la noche
3. Banano de Urabá (Bolero, Son cubano)
4. Yo soy
5. Mala vida (Versión de la canción de Mano Negra)
6. La vida no vale nada (Versión del clásico de la Trova Cubana original de Pablo Milanes Plena)
7. La chanson des jumelles (Jazz latino, nueva versión de la canción de Michel Legrand)
8. Están quemando la caña (Danzón-Son cubano)
9. Salsa Rai (dúo con Faudel)
10. Tiíto (Currulao)
11. Tu canción (Danzón, Salsa) nueva versión de la canción Your song d'Elton John
12. Madre (Cumbia)
13. Cantares (Salsa)
14. Manos latinas (Jazz latino)

### Vagabundo (2003)
1. Guajiro del monte (Cha-cha-chá)
2. Palo y cuero (con Cheo Feliciano)
3. Indiferencia
4. Mi América
5. ¿Dónde estás?
6. Neruda
7. Hermanito
8. Vagabundo
9. Coquí
10. Paloma Taina
11. Guerrero
12. Afrotango
13. Descarga uno
14. Vagabundo (con Cheo Feliciano)
15. Terror
16. Descarga dos

### Lo Mejor de Yuri Buenaventura (Compilación)
1. Salsa (tema de la película Salsa)
2. Guajiro del monte (Cha-cha-chá)
3. Ne me quitte pas (Nueva versión del clásico de Jacques Brel)
4. Guerrero
5. El sol de Buscajá (inédito)
6. Vagabundo
7. Donde estarás (dúo con Orishas)
8. Salsa rai
9. Banano de Urabá
10. Mala vida
11. Palo y cuero
12. Insensatez (inédito, [versión del tema de Antonio Carlos Jobim)
13. Une belle histoire. Video realizado par François Desagnat
14. Salsa, video realizado par David Charhon.

### Salsa Dura (2005)
1. Salsa Dura
2. Cuanto te debo
3. Temes
4. Rueda de Casino
5. No Estoy Contigo (escrita pensando en Ingrid Betancourt)
6. Marruecos
7. Siboney
8. Plazos Traicioneros
9. Amaneció
10. 3046
11. Las Cuarenta
12. Oro Negro
13. Patrice Lumumba

### Cita con la luz (2009)
1. Hamaca de La Noche
2. La Cita
3. Caminamos
4. No lo Puedo Recordar
5. Te Fuiste
6. valle de rosas
7. No Pasa Nada
8. Si Tu Estas Aquí
9. Vuelo
10. Como La Maleza
11. Se Me Fue La Vida
12. Amor Eterno

### Paroles (2015)
1. Le jazz et la java
2. Hier encore
3. Ce n'est rien
4. Je me suis fait tout petit (con Zaz (cantante))
5. Le sud
6. Tu verras
7. Les vieux amants
8. Ma liberte
9. Au cafe des delices
10. Paname

Manigua (2018)
1. Vuelo
2. No estoy contigo
3. El guerrero
4. Como la manigua
5. Mi patria
6. Donde estás
7. Ne me quitte pas
8. Banano de Urabá
9. Guajiro del monte
10. Amor eterno
11. Salsa
12. La quiero a morir
13. Vagabundo
14. Ho capito che ti amo
15. No lo puedo recordar

Pablo Escobar, el patrón del mal (2021)
1. La Última Bala
2. Mente Pablo
3. El Patrón
4. Atentado
5. Triste Esperanza
6. Mafiosos
7. Coronamos
8. La Espera de la Amante
9. Lara Partida y Ausencia

Historia De Un Amor (2022)
1. Porque ahora
2. No lo puedo recordar
3. Historia de un amor
4. El guerrero
5. No estoy contigo
6. Perfidia
7. Las Tres marias
8. Envidia
9. Vuelo al sur
10. Besame mucho
11. Acercate mas

Amame (2024)
1. Amame
2. Amame (Acústico)
3. Me haces feliz
4. Para siempre
5. Morir de amor
6. Hombre nuevo
7. Tu y yo
8. Tu y yo (Acústico)
9. Mi rico son
10. Aquí llegamos

## Otros
- Banda sonora y música de Escobar el patrón del mal, Serie colombiana sobre el conocido Narcotraficante Pablo Escobar (Fue acompañado por The Latin Brothers).[7]
- Duerme Negrito, en la compilación "Ma chanson d'enfance".
- L'eau à la bouche, nueva versión de Serge Gainsbourg en la compilación "Café de Flore - Rendez-vous à Saint-Germain-des-Prés"
- Participación a título de Marcel Kanche Une épitaphe.
- La bella y manantial (Dans l’eau de la claire fontaine), versión de la canción de Georges Brassens en el álbum homenaje Putain de toi (2006).

## Premios
- Premio India Catalina 2013 a la mejor música de serie por Escobar, el patrón del mal en el Festival Internacional de Cine de Cartagena.
- Premio a mejor música de la televisión Colombiana 2013 (premios nuestra tierra)
- Cinco discos de oro obtenidos en Europa por ventas superiores a las 1.500.000 copias.
- Recibió el título de Chevalier “ caballero de las artes y las letras” por el gobierno francés, en mayo del año 2013

• Recibió “ médaille du sénat “ la medalla del senado de la República Francesa, por su trabajo cultural y la construcción de puentes culturales, entre América Latina y Francia en el año 2016 
• Recibió la “ Gran Orden del Ministerio de Cultura” de la República de Colombia con el título de “ Maestro “ en el año 2017 